# ジェイムズ・H・シュミッツ
ジェイムズ・ヘンリー・シュミッツ（James Henry Schmitz、男性、1911年10月15日 - 1981年4月18日）は、アメリカのSF作家。通常は「ジェイムズ・H・シュミッツ」と表記される。

## 来歴
アメリカ人の両親のもと、ドイツのハンブルクに生まれる。親の仕事の関係で少年時代をドイツで過ごす。10代初めにドイツのSF作家フリードリッヒ・ヴィルヘルム・メイダーの『驚異の世界』を読んだのを機にSFに傾倒する。1930年にアメリカに渡りシカゴの職業学校に入学、不況により就職できず、ドイツに戻り父親の会社で働く。ドイツに戻ってから創作活動を始めるが、ナチスの台頭によりヨーロッパ情勢が不穏になってきたため、1938年に両親の帰国についてアメリカに再び渡る。
第2次世界大戦ではアメリカ空軍の航空写真士として働き、この戦争中に処女作である短編「緑の顔」（SFではない）を執筆、ジョン・W・キャンベル編集のファンタジー誌『アンノウン』の1943年8月号に掲載された。1949年に、同じくジョン・W・キャンベル編集の『アスタウンディング』誌7月号に載った「ヴェガよりの使者」でSFデビュー。戦争が終わってからはキャンピングトラクターのセールスの仕事をこなしながら執筆活動をしていた。1957年にベティ・メイ・チャップマンと結婚。1959年より仕事をやめ、創作活動に専念する。
1960年代に「安定した生態系」（1965年）がネビュラ賞候補、『惑星カレスの魔女』（1966年）がヒューゴー賞候補になるなど評価され、1973年にリトル・インヴィジブル・マン賞を受賞している。1974年に、最後の著作となる短編「不死性の霊気」を発表。1981年4月18日に、充血性の肺疾患により死去。享年69歳。

## 著作

### 長編
- A Tale of Two Clocks（別題：Legacy、1962年、『ヴェガ連邦』シリーズ）
  - Legacy（A Tale of Two Clocks改題、1979年）
- The Universe Against Her『テルジーの冒険』（NoviceとUndercurrentsが収録されている、1964年、テルジー・アンバーダン・シリーズ）
- The Witches of Karres『惑星カレスの魔女』（1966年、ヒューゴー賞候補）
- The Demon Breed『悪鬼の種族』（retitle of The Tuvela、1968年）
- The Eternal Frontiers（1973年）
- The Lion Game（1973年、テルジー・アンバーダン・シリーズ）

### 短編
作品名、邦訳名、掲載年、掲載誌の順に表記する。

#### 1940年代
- Greenface『緑の顔』（1943年8月、アンノウン）
- Agent of Vega『ヴェガよりの使者』（1949年7月、アスタウンディング）
- The Witches of Karres『惑星カレスの魔女』（1949年12月、アスタウンディング）

#### 1950年代
- The Truth About Cushgar（1950年11月、アスタウンディング）
- The Second Night of Summer（1950年12月、Galaxy Science Fiction）
- Space Fear（1951年3月、アスタウンディング）
- Captives of the Thieve Star（1951年5月、Planet Stories）
- The End of the Line（1951年7月、アスタウンディング）
- The Altruist（1952年9月、Galaxy Science Fiction）
- We Don't Want Any Trouble『トラブルはごめんだ』（1953年6月、Galaxy Science Fiction）
- Caretaker（1953年7月、Galaxy Science Fiction）
- The Vampirate（1953年12月、Science Fiction Plus）
- Grandpa『おじいちゃん』（1955年2月、アスタウンディング）
- The Ties of Earth（1955年11月、Galaxy）
- Sour Note on Palayata（1956年11月、アスタウンディング）
- The Big Terrarium（1957年5月、Saturn）
- Harvest Time（1958年9月、アスタウンディング）
- Summer Guests（1959年9月、Worlds of If）

#### 1960年代
- The Illusionists（retitle of Space Fear、1960年、Agent of Vega）
- Gone Fishing（1961年5月、Analog Science Fiction and Science Fact）
- Lion Loose...『ライオン・ルース』（1961年10月、Analog Science Fiction and Science Fact、ヒューゴー賞候補）
- The Star Hyacinths（1961年12月、Amazing Stories）
- An Incident on Route 12（1962年1月、Worlds of If）
- Swift Completion（1962年3月、Alfred Hitchcock's Mystery Magazine）
- Novice『チックタックとわたし』（1962年6月、Analog Science Fiction and Science Fact）
- The Other Likeness（1962年7月、Analog Science Fiction and Science Fact）
- Rogue Psi（1962年8月、Amazing Stories）
- Watch the Sky（1962年8月、Analog Science Fiction and Science Fact）
- These Are the Arts（1962年9月、The Magazine of Fantasy & Science Fiction）
- The Winds of Time『時の風』（1962年9月、Analog Science Fiction and Science Fact）
- Left Hand, Right Hand（1962年11月、Amazing Stories）
- Beacon to Elsewhere（1963年4月、Amazing Stories）
- Oneness（1963年5月、Analog Science Fiction and Science Fact）
- Ham Sandwich（1963年6月、Analog Science Fiction and Science Fact）
- Undercurrents（1964年5月、Analog Science Fiction and Science Fact）
- Clean Slate（1964年9月、Amazing Stories）
- The Machmen（1964年9月、Analog Science Fiction and Science Fact）
- A Nice Day for Screaming（1965年1月、Analog Science Fiction and Science Fact）
- Planet of Forgetting『忘却の惑星』（1965年2月、Galaxy Science Fiction、ネビュラ賞候補）
- The Pork Chop Tree『ポークチョップ・ツリー』（1965年2月、Analog Science Fiction and Science Fact）
- Balanced Ecology『安定した生態系』（1965年3月、Analog Science Fiction and Science Fact、ネビュラ賞候補）
- Goblin Night（1965年4月、Analog Science Fiction and Science Fact、ネビュラ賞候補）
- Trouble Tide『トラブル・タイド』（1965年5月、Analog Science Fiction and Science Fact）
- Research Alpha（1965年7月、World of If、ネビュラ賞候補）
- Sleep No More（1965年8月、Analog Science Fiction and Science Fact）
- Space Master（1965年、New Writings in SF 3）
- The Tangled Web(retitle of The Star Hyacinths, 1965, A Nice Day for Screaming and Other Tales of the Hub)
- Faddist（1966年1月、Bizarre Mystery Magazine）
- The Searcher（1966年2月、Analog Science Fiction and Science Fact）
- The Tuvela（1968年9月、Analog Science Fiction and Science Fact）
- Where the Time Went（1968年11月、Worlds of If）
- The Custodians（1968年12月、Analog Science Fiction and Science Fact）
- Just Curious（1968年12月、Alfred Hitchcock's Mystery Magazine）
- Attitudes（1969年2月、The Magazine of Fantasy & Science Fiction）
- Would You?（1969年12月、Fantastic）

#### 1970年代
- Resident Witch（1970年5月、Analog Science Fiction and Science Fact）
- Compulsion（1970年6月、Analog Science Fiction and Science Fact）
- The Telzey Toy（1971年1月、Analog Science Fiction and Science Fact）
- Company Planet（1971年5月、Analog Science Fiction and Science Fact）
- Glory Day（1971年6月、Analog Science Fiction and Science Fact）
- Poltergeist（1971年7月、Analog Science Fiction and Science Fact）
- The Lion Game（1971年8月、Analog Science Fiction and Science Fact）
- Child of the Gods（1972年3月、Analog Science Fiction and Science Fact）
- The Symbiotes（1972年9月、Analog Science Fiction and Science Fact）
- Crime Buff（1973年8月、Alfred Hitchcock's Mystery Magazine）
- One Step Ahead（1974年4月、Worlds of If）
- Aura of Immortality『不死性の霊気』（1974年6月、Worlds of If）

#### 2000年代
- Blood of Nalakia（retitle of The Vampirate、2000年、Telzey Amberdon）
- Ti's Toys（retitle of The Telzey Toy、2000年、T'nT: Telzey & Trigger）
- Forget It（retitle of Planet of Forgetting、2001年1月、Trigger & Friends）

### コレクションズ
- Agent of Vega『ヴェガよりの使者』（1960年）
  - Agent of Vega『ヴェガよりの使者』、The Illusionists、The Truth About Cushgar、The Second Night of Summerの4作品が収録されている。
- Agent of Vega & Other Stories（2001年11月）
  - Agent of Vega『ヴェガよりの使者』、The Illusionists、The Second Night of Summer、The Truth About Cushgar、The Custodians、Gone Fishing、The Beacon to Elsewhere、The End of the Line、Watch the Sky、Greenface、Rogue Psiの11作品が収録されている。
- The Best of James H. Schmitz（1991年）
  - Grandpa、Lion Loose...『ライオン・ルース』、Just Curious、The Second Night of Summer、Novice『チックタックとわたし』、Balanced Ecology『安定した生態系』、The Custodians、Sour Note on Palayata、Goblin Night
- Eternal Frontier（2002年9月）
  - The Big Terrarium、Summer Guests、Captives of the Thieve-Star、Caretaker、One Step Ahead、Left Hand, Right Hand、The Ties of Earth、Spacemaster、The Altruist、Oneness、We Don't Want Any Trouble『トラブルはごめんだ』、Just Curious、Would You?、These Are the Arts、Clean Slate、Crime Buff、Ham Sandwich、Where the Time Went、An Incident on Route 12、Swift Completion、Faddist、The Eternal Frontiersの22作品が収録されている。
- The Hub: Dangerous Territory（2001年）
  - The Searcher、Grandpa、Balanced Ecology、A Nice Day for Screaming、The Winds of Time『時の風』、The Machmen、The Other Likeness、Attitudes、Trouble Tide、The Demon Breed『悪鬼の種族』の8作品が収録されている。
- The Lion Game（1973年、『テルジー・アンバーダン』シリーズ）
  - Goblin Night、Sleep No More、The Lion Gameの3作品が収録されている。
- A Nice Day for Screaming and Other Tales of the Hub（1965年）
  - Balanced Ecology『安定した生態系』、A Nice Day for Screaming、The Tangled Web、The Machmen、The Other Likeness、The Winds of Time『時の風』の6作品が収録されている。
- A Pride of Monsters（1970年）
  - Lion Loose『ライオン・ルース』、The Searcher、The Winds of Time『時の風』、The Pork Chop Tree『ポークチョップ・ツリー』、Greenface『緑の顔』の5作品が収録されている。
- Telzey Amberdon（2000年4月）
  - Novice『チックタックとわたし』、Undercurrents、Poltergeist、Goblin Night、Sleep No More、The Lion Game、Blood of Nalakia、The Star Hyacinthsの8作品が収録されている。
- The Telzey Toy（1973年、『テルジー・アンバーダン』シリーズ）
  - The Telzey Toy、Resident Witch、Compulsion、Company Planetの4作品が収録されている。
- T'nT: Telzey & Trigger（2000年7月）
  - Company Planet、Resident Witch、Compulsion（The Pork Chop Tree『ポークチョップ・ツリー』のプロローグも含まれる）、Glory Day、Child of the Gods、Ti's Toys、Symbiotesの7作品が収録されている。
- Trigger & Friends（2001年1月）
  - Lion Loose『ライオン・ルース』、Harvest Time、Forget It、Aura of Immortality、Legacy、A Sour Note on Palayataの6作品が収録されている。

### 関連書籍
- The Wizard of Karres, by Mercedes Lackey, Eric Flint and Dave Freer

This is a sequel of The Witches of Karres which follows the continuing adventures of Captain Pausert, Goth, and the Leewit.

## 著書（日本語訳）
- 『悪鬼の種族（英語版）』、冬川亘訳、ハヤカワ文庫SF、1980年、ISBN 4150103836。カバー・本文イラスト：佐藤道明
- 『ライオンルース』、青心社、1986年、国立国会図書館書誌ID:000001817296
  - 日本オリジナル短編集で、「ライオン・ルース」（Lion Loose、田中克己訳） 、「時の風」（The Winds of Time、鎌田三平訳） 、「ポークチョップ・ツリー」（The Pork Chop Tree、米村秀雄訳） 、「トラブル・タイド」（Trouble Tide、大野万紀訳）の4編を収録する。
- 『惑星カレスの魔女（英語版）』、鎌田三平訳、新潮文庫、1987年。カバーイラスト：宮崎駿
  - 『惑星カレスの魔女』、鎌田三平訳、創元SF文庫、1996年11月、ISBN 4488708013／新版2024年12月、ISBN 4488708021。カバーイラスト：宮崎駿
- 『テルジーの冒険（英語版）』　鎌田三平訳、青心社、1984年、国立国会図書館書誌ID:000001677785
  - 『テルジーの冒険』、鎌田三平訳、新潮文庫、1988年、ISBN 4102239022。カバー・本文イラスト：伊達誠